# Eremanthus reflexo-auriculatus
Eremanthus reflexo-auriculatus là một loài thực vật có hoa trong họ Cúc. Loài này được G.M.Barroso mô tả khoa học đầu tiên năm 1962.